# Архиепархия Санто-Доминго
Архиепархия Санто-Доминго (лат. Archidioecesis Sancti Dominici) — архиепархия Римско-Католической Церкви с центром в городе Санто-Доминго, столице Доминиканской Республики. В митрополию Санто-Доминго входят епархии Бани, Диоцез Бараоны, Нуэстра Сеньора де ла Альтаграсия эн Игуэя, Сан-Хуана-де-ла-Магуаны и Сан-Педро-де-Макориса. Кафедральным собором архиепархии Санто-Доминго является Собор Пресвятой Девы Марии. С 4 июля 2016 года архиепископ Санто-Доминго — архиепископ Франсиско Осория Акоста.
Архиепископу Санто-Доминго дарован почётный титул Примаса Индий (лат. Primatis Indiarum), созданный папской буллой Папы Пия VII Divinis Praeceptis 28 ноября 1816 года и ратифицированный конкордатом между Святым Престолом и Доминиканской Республикой 16 июня 1954 года. Титул дарован архиепископу Санто-Доминго, потому что это самая старая архиепархия, всё ещё существующая в Америке.

## История
Святой Престол учредил католическую епархию в Санто-Доминго 15 ноября 1504 года, буллой Illius fulciti praesidio папы римского Юлия II.

## Ординарии
- епископ Francisco García de Padilla, O.F.M. (13 августа 1511—1515);
- епископ Алессандро Джеральдини (23 ноября 1516 — 8 марта 1524);
- епископ Luis de Figueroa, O.S.H. (1524—1526);
- епископ Себастьян Рамирес де Фуэнлеаль (23 декабря 1528 — 29 июля 1538, назван епископом Туя);
- архиепископ Alfonso de Fuenmayor (27 октября 1538 — 1 марта 1554);
- архиепископ Diego de Covarrubias y Leiva (24 апреля 1556 — 26 января 1560, назван, с персональным титулом, архиепископом Сьюдад-Родриго);
- архиепископ Juan de Salcedo (9 января 1562—1562);
- архиепископ Juan de Arzólaras, O.S.H. (15 февраля 1566 — 17 сентября 1568, назван, с персональным титулом, архиепископом Изоле Канарие);
- архиепископ Francisco Andrés de Carvajal, O.F.M. (10 мая 1570 — 7 апреля 1577);
- архиепископ Alfonso López de Ávila (14 марта 1580 — 29 ноября 1591, назван архиепископом Сантафе-ен-Нуэва-Гранада);
- архиепископ Nicolás de Ramos y Santos, O.F.M. (13 июля 1592 — 1 декабря 1599);
- архиепископ Agustín Dávila Padilla, O.P. (17 августа 1599 — 26 июня 1604);
- архиепископ Domingo Valderrama y Centeno, O.P. (25 сентября 1606 — 28 мая 1608, назван, с персональным титулом, архиепископом Ла-Паса);
- архиепископ Cristóbal Rodríguez y Suárez, O.P. (2 июня 1608 — 7 октября 1612, назван, с персональным титулом, архиепископом Арекипы);
- архиепископ Diego de Contreras, O.S.A. (18 июня 1612 — 24 апреля 1618);
- архиепископ Pedro de Solier y Vargas, O.S.A. (16 декабря 1619 — 9 июля 1620);
- архиепископ Pedro de Oviedo Falconi, O.Cist. (22 января 1621 — 10 июля 1628, назван, с персональным титулом, архиепископом Кито);
- архиепископ Fernando de Vera y Zuñiga, O.S.A. (13 ноября 1628 — 16 июля 1629, назван, с персональным титулом, архиепископом Куско);
- архиепископ Bernardino de Almansa Carrión (17 сентября 1629 — 15 декабря 1631, назван архиепископом Сантафе-ен-Нуэва-Гранада);
- архиепископ Facundo (Fernando) de la Torre, O.S.B. (2 января 1632 — 25 сентября 1640);
- архиепископ Diego de Guevara y Estrada (13 января 1642 — апрель 1642);
- Maestro Valderas, O. de M. (1647—1648);
- архиепископ Francisco Pio Guadalupe Téllez (23 ноября 1648 — 5 марта 1660);
- архиепископ Francisco de la Cueva Maldonado (21 августа 1662 — 15 октября 1667);
- архиепископ Juan de Escalante Turcios y Mendoza (27 февраля 1673 — 20 марта 1677, назван, с персональным титулом, архиепископом Юкатана);
- архиепископ Domingo Fernández Navarrete, O.P. (4 мая 1682 — 26 февраля 1686);
- архиепископ Fernando de Carvajal y Ribera, O. de M. (3 марта 1687 — 16 апреля 1700);
- архиепископ Francisco del Rincón, O.M. (14 декабря 1705 — 26 февраля 1714, назван, с персональным титулом, архиепископом Каракаса);
- архиепископ Antonio Claudio Álvarez de Quiñones (12 апреля 1717 — 29 января 1725, назван архиепископом Сантафе-ен-Нуэва-Гранада);
- архиепископ Francisco Mendigaño Armendáriz (8 апреля 1726 — 30 октября 1728);
- архиепископ Juan de Galabis, O.Praem. (28 мая 1729 — 3 марта 1738, назван архиепископом Сантафе-ен-Нуэва-Гранада);
- архиепископ Domingo Pantaleón Álvarez de Abreu (3 марта 1738 — 20 мая 1743, назван епископом Тласкалы);
- архиепископ Ignacio Padilla Estrada, O.S.A. (20 мая 1743 — 28 мая 1753, назван, с персональным титулом, архиепископом Юкатана);
- архиепископ José Moreno Guriel, O.SS.T. (21 мая 1753 — 27 ноября 1755);
- архиепископ Felipe Ruiz Ausmendi (28 марта 1757 — 8 сентября 1766);
- архиепископ Isidro Rodríguez Lorenzo, O.S.Bas. (14 декабря 1767 — 12 сентября 1788);
- архиепископ Fernando del Portillo y Torres, O.P. (15 сентября 1788 — 29 октября 1798, назван архиепископом Сантафе-ен-Нуэва-Гранада);
- архиепископ Pedro Valera y Jiménez (14 апреля 1814 — 19 марта 1833);
- архиепископ Tomás de Portes e Infante (20 января 1848 — 8 апреля 1858);
- архиепископ Antonio Cerezano Camarena (27 января 1860 — 11 июля 1860);
- архиепископ Bienvenudo Monzón y Martín (7 апреля 1862 — 8 июня 1866, назван архиепископом Гранады);
- архиепископ Leopoldo Angelo Santanchè, O.F.M. (8 марта 1871 — 13 ноября 1874, назван апостольским викарием Константинополя);
- архиепископ Rocco Cocchia, O.F.M.Cap. (13 июля 1874 — 9 августа 1883, назван архиепископом Отранто);
- архиепископ Fernando Antonio Arturo de Merino y Ramírez (3 июля 1885 — 20 августа 1906);
- архиепископ Адольфо Алехандро Ноуэль (20 августа 1906 — 11 октября 1935);
- архиепископ Ricardo Pittini Piussi, S.D.B. (11 октября 1935 — 10 декабря 1961);
- кардинал Октавио Берас Рохас (10 декабря 1961 — 15 ноября 1981);
- кардинал Николас де Хесус Лопес Родригес (15 ноября 1981 — 4 июля 2016);
- архиепископ Франсиско Осория Акоста (4 июля 2016 — по настоящее время).

## Суффраганные диоцезы
- Диоцез Бани;
- Диоцез Бараоны;
- Диоцез Нуэстра Сеньора де ла Альтаграсия эн Игуэя;
- Диоцез Сан-Хуана-де-ла-Магуаны;
- Диоцез Сан-Педро-де-Макориса.

## Источник
- Annuario Pontificio, Ватикан, 2011.